# تپه بیجانه۲
تپه بیجانه۲ مربوط به دوره اشکانیان - دوره سلجوقیان است و در شهرستان کرمانشاه، بخش مرکزی، دهستان دورود فرامان، حاشیه شمالی روستای بیجانه واقع شده و این اثر در تاریخ ۲۶ اسفند ۱۳۸۷ با شمارهٔ ثبت ۲۵۵۸۰ به‌عنوان یکی از آثار ملی ایران به ثبت رسیده است.